# Hiroshi Amano
Hiroshi Amano (Hamamatsu, 11. rujna 1960.), japanski fizičar. Diplomirao (1985.) i doktorirao (1989.) na Nagojskom sveučilištu. Zaposlen na Nagojskom sveučilištu (od 1988 do 1992. i od 2010.) i na Sveučilištu Meijo (od 1992. do 2010.). Bavi se istraživanjem dobivanja, svojstava i primjene poluvodiča koji sadrže dušik. Za izum učinkovite plave svjetleće diode koja je omogućila izradu energetski štedljivih bijelih izvora svjetlosti velike svjetlosne jakosti s I. Akasakijem i S. Nakamurom dobio Nobelovu nagradu za fiziku 2014.

## Svjetleća dioda ili LED
Svjetleća dioda ili LED (skr. od engl. Light Emitting Diode) je poluvodički elektronički element koji pretvara električni signal u optički (svjetlost). Propusno polarizirana svjetleća dioda emitira elektromagnetsko zračenje na način spontane emisije uzrokovane rekombinacijom nosilaca električnoga naboja (elektroluminiscencija). Elektroni prelazeći iz vodljivog u valentni pojas, oslobađaju energiju, koja se dijelom očituje kao toplina, a dijelom kao zračenje. Boja emitiranog svjetla ovisi o poluvodiču, kao i o primjesama u njemu i varira od infracrvenog preko vidljivog do ultraljubičastog dijela spektra. 
Izrađuju se od galija, arsena i fosfora (GaAsP), gdje se omjerom arsena i fosfora određuje širina zabranjenoga pojasa i time posredno frekvencija zračenja, ili pak, za heterostrukturne izvedbe pogodne za optičke komunikacije, od istih elemenata uz dodatak indija.
Primjenjuje se najčešće kao indikator, na primjer na komandnim i signalnim pločama uređaja i strojeva ili kao alfanumerički pokazivač na zaslonima džepnih kalkulatora, zatim za ukrasno osvjetljenje te u industriji zabave, za signalnu rasvjetu za bicikle, automobilska svjetla, kao dijelovi za daljinski prijenos signala u upravljačkim krugovima, na primjer kod televizorskih daljinskih upravljača. Veliko područje primjene imaju i u optičkim komunikacijama, gdje služe za prijenos podataka na kraće udaljenosti multimodnim optičkim vlaknom.